# Evacanthus danmainus
Evacanthus danmainus är en insektsart som beskrevs av Kuoh 1981. Evacanthus danmainus ingår i släktet Evacanthus och familjen dvärgstritar. Inga underarter finns listade i Catalogue of Life.